# Chicago (canción de Michael Jackson)
Chicago (nombre original: She Was Lovin' Me) es una canción del artista estadounidense Michael Jackson. La canción fue grabada originalmente durante las sesiones de Invincible. Una nueva versión de la canción fue incluida en el álbum póstumo de Jackson Xscape.
En un principio, la canción se pensó lanzar como primer sencillo del álbum. Sin embargo Love Never Felt So Good se convirtió en el primer sencillo del álbum en su lugar, el 2 de mayo de 2014.
En el año 2022 la canción recibió una gran popularidad en TikTok, actualmente la canción cuenta con 100 millones de reproducciones en Spotify
No debe confundirse con "Chicago 1945", una canción inédita grabada durante las sesiones de Bad